# Malur becample
El malur becample (Chenorhamphus grayi) és una espècie d'ocell de la família dels malúrids (Maluridae).

## Hàbitat i distribució
Habita el bosc humit tropical i subtropical de les terres baixes de les illes de Salawati i nord-oest de Nova Guinea, des de Vogelkop cap a l'est fins al riu Sepik, incloent l'illa Amberpon.